# Molpadia concolor
Molpadia concolor is een zeekomkommer uit de familie Molpadiidae.
De wetenschappelijke naam van de soort werd in 1905 gepubliceerd door René Koehler & Clément Vaney.

## Synoniemen
- Ankyroderma intermedium Koehler & Vaney, 1905